# 柏木登
柏木 登（かしわぎ のぼる、1953年4月3日 - ）は、日本のテレビプロデューサー。BS日本常勤監査役。
日本テレビにてチーフプロデューサー、人事部長、情報センター長、事業局長等を歴任後、中京テレビ常務取締役、バップ代表取締役社長を務めた。

## 人物
島根県松江市出身。島根県立松江北高等学校、一橋大学社会学部卒業後1977年日本テレビ入社。ディレクターとして「木曜スペシャル」「11PM」「アメリカ横断ウルトラクイズ」などといった人気番組を担当。1987年ディレクターとしてtime21「涙をこらえて笑わせて」で放送文化基金賞を受賞。その後、チーフプロデューサーに昇格し、「スーパーテレビ情報最前線」や「ザ!鉄腕!DASH!!」「行列のできる法律相談所」をスタートさせるほか、主に情報番組やバラエティ番組を担当した。プロデューサー、チーフプロデューサーとして、ATP賞グランプリや総務大臣賞、文化庁芸術作品賞、民放連賞など受賞作品多数。
2002年から人事局人事部長、2004年から編成本部情報センター長、2005年6月から2008年6月23日までは事業局長、2008年6月から2013年6月4日まで中京テレビに出向し取締役、常務取締役編成制作局長などを歴任。その後系列の音楽ソフトメーカー・バップの代表取締役社長、日本レコード協会理事、日本映像ソフト協会理事を務めた。2015年からBS日本常勤監査役、株式会社Gunosy社外監査役。2017年から茨城県しもだて美術館館長。一般社団法人放送人の会理事。

## 略歴
- 1953年4月 島根県松江市出身
- 1977年3月 一橋大学社会学部卒業
- 1977年4月 日本テレビ放送網株式会社 入社
- 2002年7月 日本テレビ放送網株式会社 人事局人事部長
- 2004年7月 日本テレビ放送網株式会社 編成本部情報センター長
- 2005年5月 日本テレビ放送網株式会社 事業局長
- 2008年6月 中京テレビ放送株式会社 取締役
- 2012年6月 中京テレビ放送株式会社 常務取締役・編成制作局長
- 2013年6月 バップ 代表取締役社長執行役員
- 2015年6月　BS日本 常勤監査役
- 2015年8月　Gunosy 社外監査役
- 2017年4月　しもだて美術館 館長[1]

## 担当していた番組
- 11PM（ディレクター）
- 木曜スペシャル
- アメリカ横断ウルトラクイズ（演出）
- Time21（プロデューサー）
- ダダダダッ談志ダ!（プロデューサー）
- HIBINO時の流れ
- 文化の日　ルネッサンス時空の旅人
- ザ!鉄腕!DASH!!（チーフプロデューサー）
- だんトツ!!平成キング（チーフプロデューサー）
- スーパーテレビ情報最前線（プロデューサー→チーフプロデューサー）
- スーパースペシャル（チーフプロデューサー）
- はじめてのおつかい（チーフプロデューサー）
- いつみても波瀾万丈（チーフプロデューサー）
- 行列のできる法律相談所（チーフプロデューサー）
- モグモグGOMBO（チーフプロデューサー）
- あの人は今!?（チーフプロデューサー）
- ぶらり途中下車の旅（チーフプロデューサー）
- 24時間テレビ 「愛は地球を救う」（1996年は制作本部、1999年CP）

など